# Danylo Danylenko
 (décembre 2023).
Si vous disposez d'ouvrages ou d'articles de référence ou si vous connaissez des sites web de qualité traitant du thème abordé ici, merci de compléter l'article en donnant les références utiles à sa vérifiabilité et en les liant à la section « Notes et références ».
Pour les articles homonymes, voir Danylenko.
Danylo Danylenko (en ukrainien : Данило Володимирович Даниленко; né le 10 octobre 1994) est un athlète ukrainien, spécialiste du 400 m et du 400 m haies.

## Carrière
Le 11 juin 2017, il porte à  Erzurum son record personnel sur 400 m à 46 s 28.
Lors des Jeux européens de 2019 à Minsk, il remporte, en 3 min 17 s 31, le relais 4 x 400 m mixte. Il bat ensuite, en 3 min 16 s 65, le record national de cette épreuve de relais en demi-finales. Toujours avec l’équipe d’Ukraine, il remporte également la médaille d’or par équipes lors de la finale de ces Jeux européens, en étant classé cette fois 2e de l’épreuve du relais 4 x 400 m mixte en 3 min 19 s 28.

## Palmarès
| Date | Compétition                       | Lieu      | Résultat | Epreuve     | Temps        |
| ---- | --------------------------------- | --------- | -------- | ----------- | ------------ |
| 2014 | Championnats du monde en salle    | Sopot     | 6e       | 4 x 400 m   | 3 min 8 s 79 |
| 2015 | Championnats d'Europe espoirs     | Tallinn   | 5e       | 4 x 400 m   | 3 min 9 s 14 |
| 2016 | Championnats d'Europe             | Amsterdam | 6e       | 4 x 400 m   | 3 min 4 s 45 |
| 2017 | Championnats d'Europe en salle    | Belgrade  | 5e       | 4 x 400 m   | 3 min 9 s 64 |
| 2017 | Championnats d'Europe par équipes | Lille     | 8e       | 400 m haies | 51 s 03      |
| 2017 | Championnats d'Europe par équipes | Lille     | 5e       | 4 x 400 m   | 3 min 7 s 03 |
| 2019 | Universiade                       | Naples    | 4e       | 400 m       | 46 s 23      |
| 2019 | Championnats des Balkans          | Pravetz   | 1er      | 400 m       | 46 s 84      |

## Records
| Épreuve | Temps   | Lieu    | Date         |
| ------- | ------- | ------- | ------------ |
| 400 m   | 46 s 04 | Erzurum | 13 juin 2021 |